# Marie de La Tour d’Auvergne

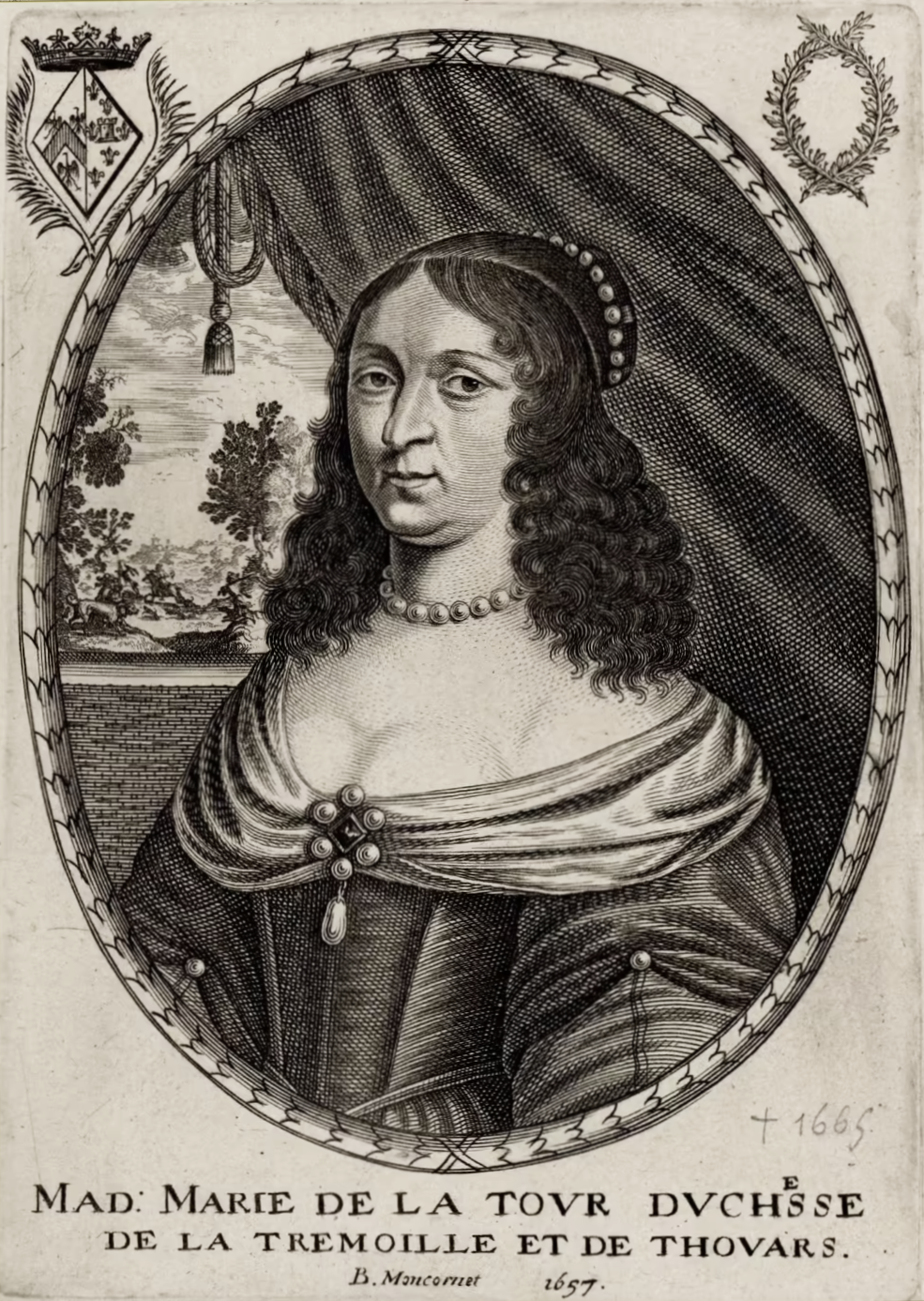
Porträt von Marie de La Tour d’Auvergne, Herzogin von Thouars, Anonym, um 1640

Marie de La Tour d’Auvergne (* 17. Januar 1601 in Turenne; † 24. Mai 1665 auf Schloss Thouars) war durch ihre Ehe Herzogin von Thouars.

## Leben
Marie de La Tour d’Auvergne war die Tochter von Henri de La Tour d’Auvergne, duc de Bouillon und Elisabeth von Oranien-Nassau, somit die Schwester von Frédéric-Maurice de La Tour d’Auvergne, Fürst von Sedan, und Henri de La Tour d’Auvergne, vicomte de Turenne. Sie wurde von ihrer Mutter in Sedan streng calvinistisch erzogen. Schon in jungen Jahren wurde sie ihrem Vetter Henri de La Trémoille, duc de Thouars versprochen, der Ehevertrag datiert vom 19. Januar 1619, die Ehe wurde am 18. Februar 1619 in Sedan geschlossen.
Nach und nach nahm sie den Platz der Herzoginwitwe Charlotte Brabantina von Oranien-Nassau als Oberhaupt der Familie ein. Sie ließ die mittelalterliche Burg von Vitré erneuern und 1636 das Schloss der Herzöge von La Trémoille in Thouars nach Plänen von Jacques Lemercier neu bauen.
Trotz des Übertritts ihres Ehemanns zum Katholizismus 1628 blieb sie ihrer Konfession treu, und es gelang ihr, ihn dazu zu bewegen, die Hugenotten im Herzogtum weiterhin zu schützen. Sie ließ die Tempel in Thouars und Vitré bauen und war 1659 Gastgeberin der Nationalsynode in Loudun.
1648 verheiratete sie ihren ältesten Sohn mit Emilie von Hessen-Kassel, Tochter des Landgrafen Wilhelm V. von Hessen-Kassel, und erreichte die Einfügung einer Sonderklausel in die westfälischen Verträge, die dem Herzog den erblichen Anspruch auf das Königreich Neapel zusprach.
Sie hatte Eléonore Desmiers d'Olbreuse als Ehrendame, die 1665 die Ehefrau von Herzog Georg Wilhelm zu Braunschweig und Lüneburg wurde.
Marie de La Tour d’Auvergne starb am 24. Mai 1665 in Thouars und wurde in der katholischen Stiftskirche Notre-Dame bestattet, obwohl sie Protestantin war.

## Ehe und Familie
Marie de La Tour d’Auvergne und Henri de La Trémoille bekamen fünf Kinder:
- Henri Charles (* 17. Dezember 1620; † 14. September 1672), Fürst von Tarent und Talmont, Graf von Laval etc.; ⚭ 15. Mai 1648 Emilie von Hessen-Kassel (* 11. Februar 1626; † 15. Februar 1693), Tochter von Landgraf Wilhelm V.
- Louis Maurice († 25. Januar 1681), Graf von Laval, Abt von Charroux und Sainte-Croix zu Talmont
- Elisabeth (* 18. Juli 1628; † März 1640)
- Marie Charlotte (* 26. Januar 1630; † 24. August 1682), ⚭ 18. Juli 1662 Herzog Bernhard von Sachsen in Jena (* 21. Februar 1638; † 3. Mai 1678)
- Arnaud Charles (* 15. Juni 1635; † 13. November 1643), Graf von Montfort und Taillebourg